# 永備尺

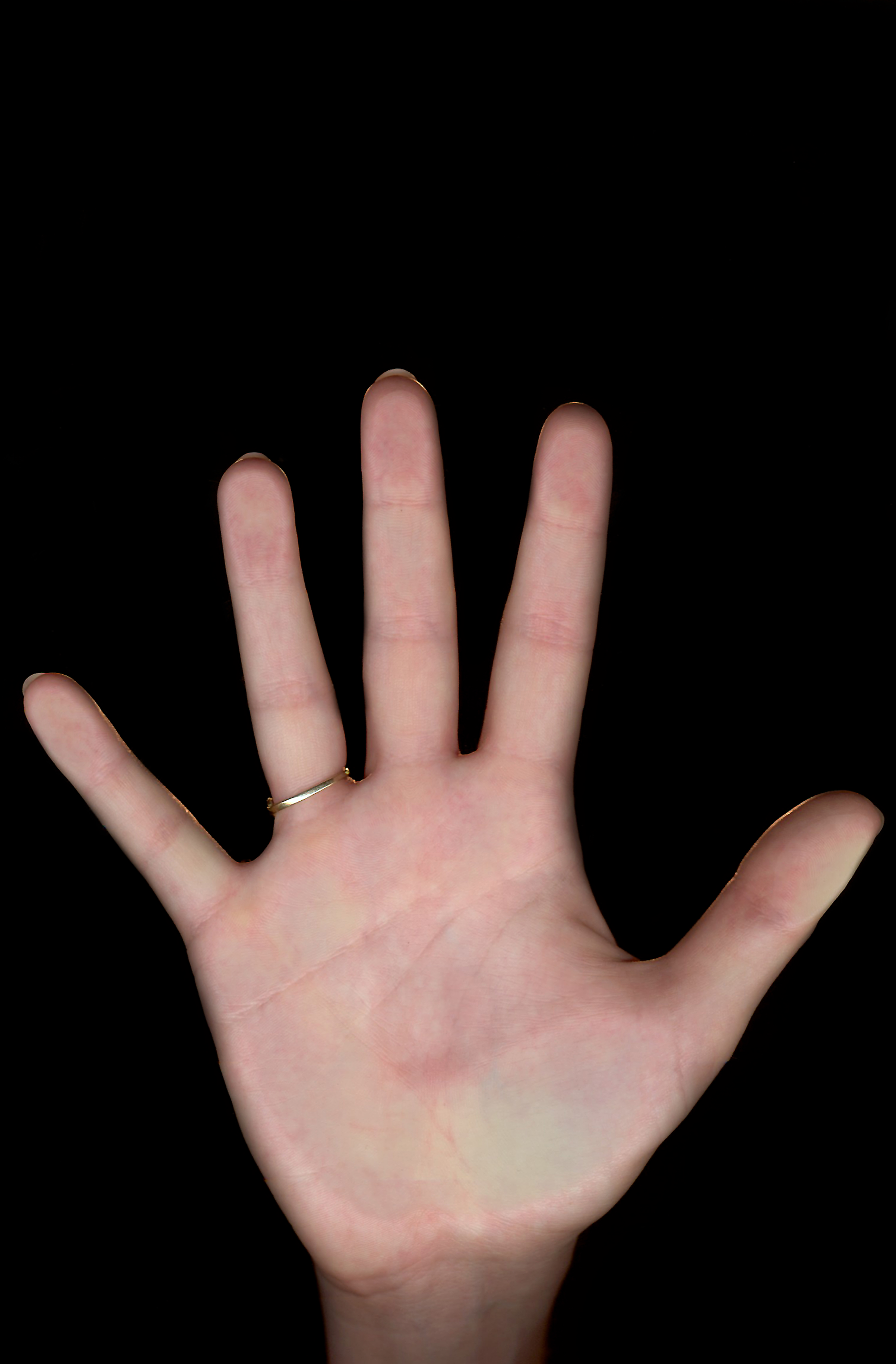
常見的永備尺(張開手後拇指指尖到小指指尖)

永備尺是隨身的測量長度工具，可以用來估測物體的長度，可能是手指的長度、寬度等。例如：已知食指長度是10公分，在沒帶尺的情況下愈測量一個磁磚，此時食指就成了永備尺，可在沒帶尺時估測物體的長度。
成人如果平舉單側手臂，從指尖到另一側肩膀，距離就大約等於1公尺。
永備尺因人而異，使用前必須先知道永備尺的長度才行。

## 表示方式
常見的永備尺表示方式包括食指指尖到中指指尖、拇指指尖到小指指尖的長度、雙臂張開的長度、腳步的步幅……等。有時也可能是身上的東西，例如：皮帶的長度。

## 應用
- 永備尺常於童軍活動中使用。[3][4]

- 由於嚴重特殊傳染性肺炎疫情，常常需要保持社交距離，這時就可使用永備尺來估測自己與他人的距離有無符合規定。例如：把手臂打平，看手臂長度的兩倍會不會碰到對方。[5]